# Liste des évêques de Sumbe
Liste des évêques de Sumbe
(Dioecesis Sumbensis)
L'évêché de Ngunza est créé le 10 août 1975, par détachement de l'archevêché de Luanda.
Il change de dénomination le 3 février 1977 pour devenir l'évêché de Novo Redondo, puis une nouvelle fois le 22 octobre 2006 pour devenir l'évêché de Sumbe.

## Liste des évêques
- 10 août 1975-3 mars 1995 : Zacarias Kamwenho, évêque de Ngunza, puis de Novo Redondo (3 février 1977).
- 15 décembre 1995-19 mai 2012 : Benedito Roberto, évêque de Novo Redondo, puis de Sumbe (22 octobre 2006).
- depuis le 19 mai 2012 : siège vacant

## Sources
- L'ANNUAIRE PONTIFICAL, sur le site http://www.catholic-hierarchy.org, à la page